# Bitwa nad Almą

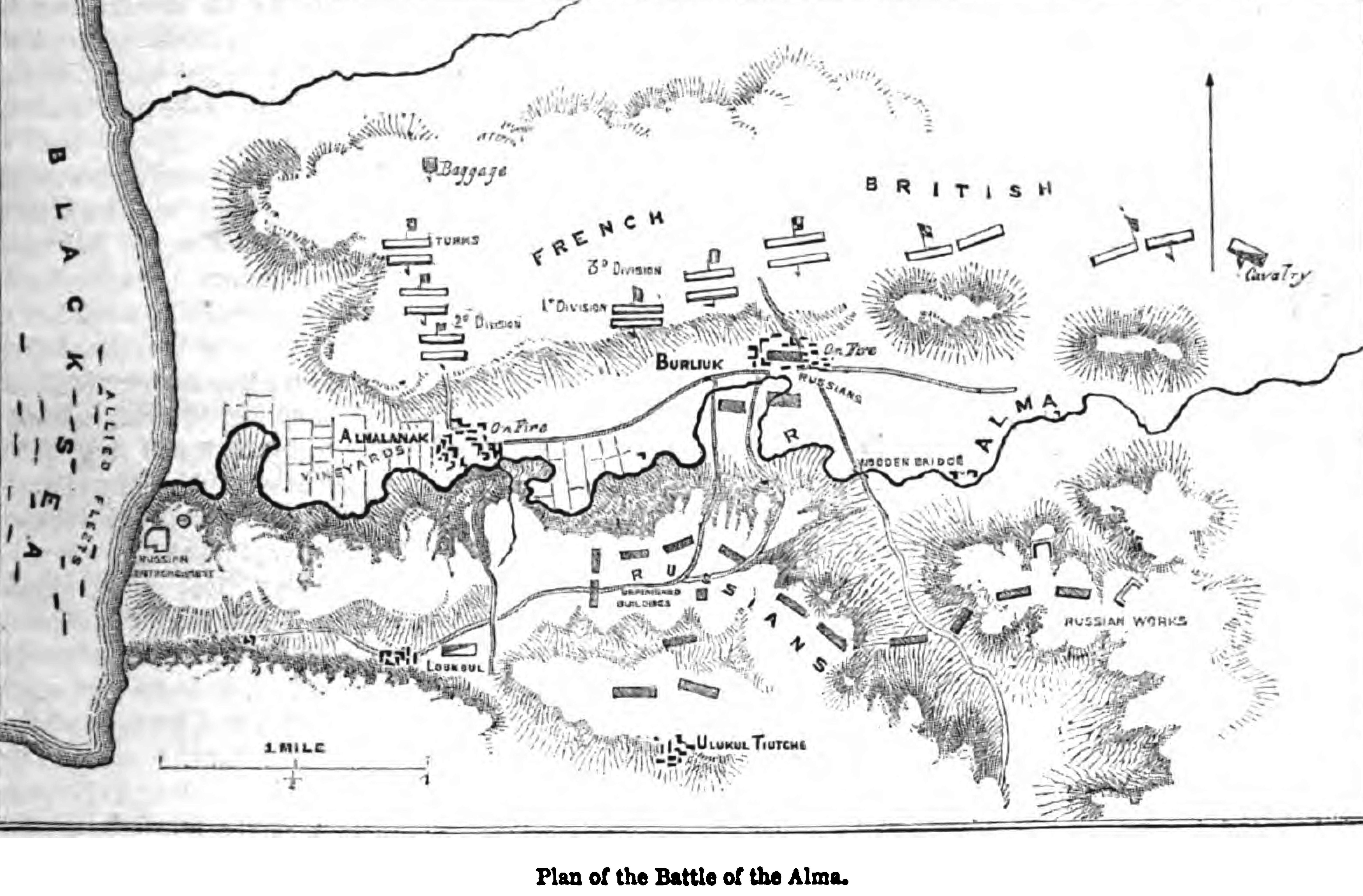
Plan bitwy nad rzeką Almą sporządzony przez George’a Dodda

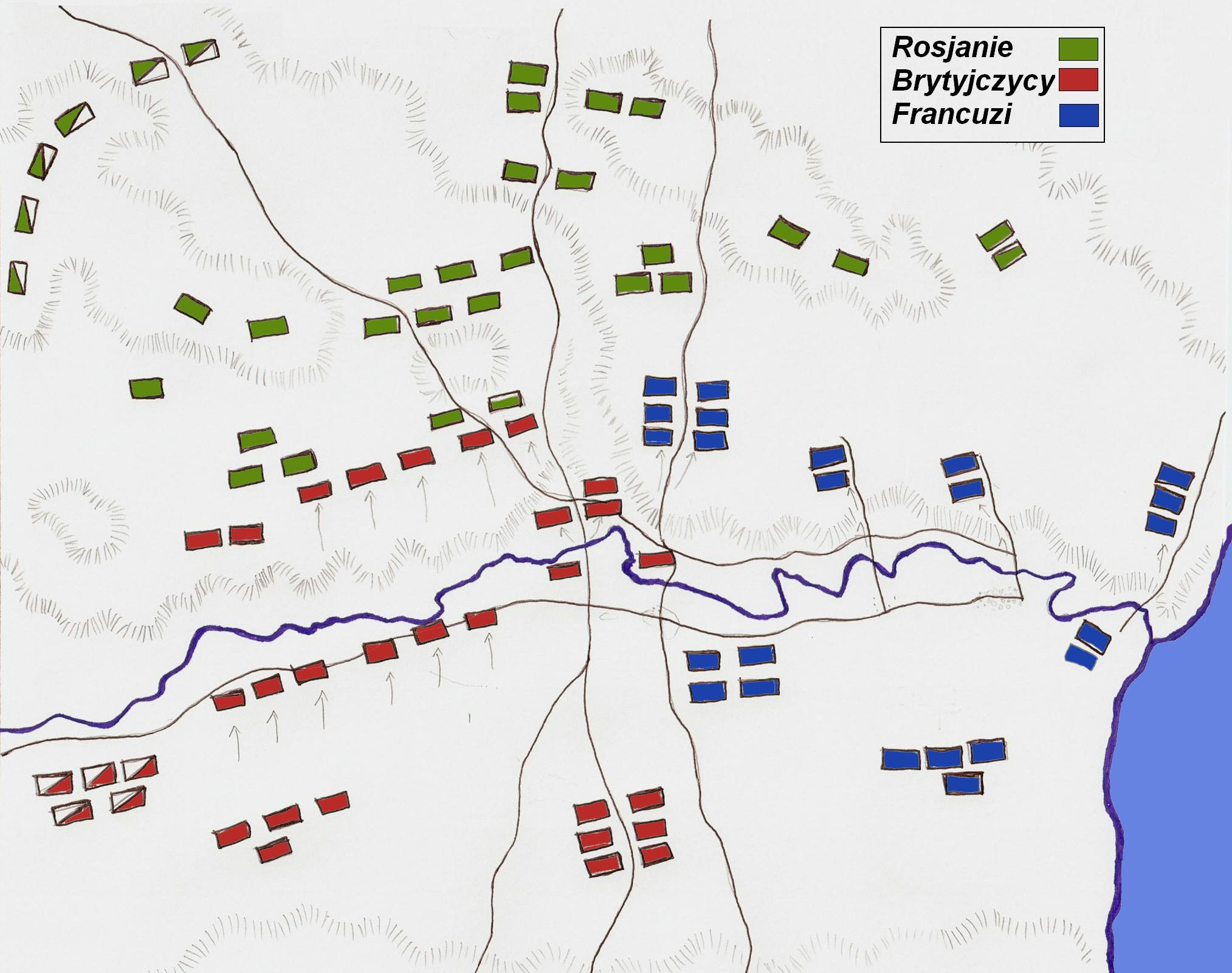
Plan bitwy nad rzeką Almą (kierunek północy u dołu mapy)

Bitwa nad Almą – starcie zbrojne, które miało miejsce 20 września 1854 roku i jest często uważana za pierwszą bitwę wojny krymskiej (1853–1856).
Bitwa odbyła się w okolicy rzeki Almy na Krymie. Wojska francusko-brytyjskie zwyciężyły rosyjską armię admirała Aleksandra Siergiejewicza Mienszykowa.
Wojskami francuskimi dowodził marszałek Armand-Jacques Leroy de Saint Arnaud, a brytyjskimi Lord Raglan.

## Przyczyna bitwy
Po wylądowaniu na Krymie, ok. 56 km na północ od Sewastopola, wojska sprzymierzonych ruszyły wzdłuż wybrzeża morskiego w kierunku twierdzy. Dowódcy wojsk sprzymierzonych nie spodziewali się tak szybkiego przeciwdziałania wojsk rosyjskich. Tymczasem Rosjanie już dużo wcześniej przygotowywali się do bitwy z oddziałami brytyjsko-francuskimi.

## Przygotowywania do bitwy

### Rosyjski plan obrony
Książę Aleksandr Mienszykow szukając odpowiedniego miejsca do stoczenia bitwy z dużo liczniejszym przeciwnikiem wybrał brzeg rzeki Almy. Miejsce było idealnym miejscem do obrony. Po południowej stronie teren był pagórkowaty, a po północnej, skąd nadchodziły wojska sprzymierzonych, teren obniżał się łagodnie ku rzece. Przy ujściu Almy do morza na jej południowym brzegu znajdował się 100 metrowy klif o długości 3 km. Na wschodzie łączył się ze Wzgórzem Telegraficznym, a jeszcze dalej znajdowało się wzgórze Kurhanowe. Pomiędzy tymi wzgórzami biegła droga do Sewastopola. Rosjanie rozmieścili artylerię na obu wzgórzach oraz w wąskiej dolinie między nimi. Chcąc dodatkowo wzmocnić swoją pozycję książę nakazał budowę dwóch redut. Pierwszą Wielką Redutę wybudowano około 300 metrów od rzeki, na zachodnim zboczu Wzgórza Kurhanowego i umieszczono w niej 12 dział. Drugą Małą Redutę usytuowano na wschodnim zboczu Wzgórza Kurhanowego, tak by mogła zapobiec oskrzydleniu pozycji. Jej uzbrojenie stanowiło 9 armat. Taka pozycja dawała Rosjanom przewagę artyleryjską nad przeciwnikiem.
Do walki na tak rozległym froncie książę Mienszykow miał 33 000 żołnierzy i 116 dział. Łącznie posiadał 42 bataliony piechoty.

### Plan ataku sprzymierzonych
Dowódcy oddziałów sprzymierzonych od razu zauważyli słabość lewego skrzydła Rosjan, co postanowili wykorzystać w walce. Pierwszego ataku mieli dokonać Francuzi, którzy znajdowali się przy brzegu morza. Francuzi po przekroczeniu Almy mieli wspiąć się na klif, a następnie zaatakować Wzgórze Telegraficzne z flanki. Następnie do ataku miały przystąpić centralne siły francuskie, które miały zająć walką Rosjan na Wzgórzu Telegraficznym. Wspomagać całą akcję miały oddziały brytyjsko-tureckie stacjonujące nad rzeką w górę jej biegu.

## Przebieg bitwy
Bitwa rozpoczęła się o godzinie 11:30 20 września 1854 roku od ostrzału artyleryjskiego z fregat, wspierającego oddziały generała Bosqueta. Do godziny 13 Francuzi byli już przeprawieni przez rzekę. Jednocześnie strzelcy francuscy oczyścili pobliskie winnice z oddziałów rosyjskich. Następnie do ataku przystąpili Brytyjczycy, jednak szybko zatrzymali natarcie, czekając na atak Francuzów na Wzgórze Telegraficzne. Był to jeden z największych błędów popełnionych przez armię sprzymierzonych, ponieważ Brytyjczycy znajdowali się w zasięgu ostrzału z Wielkiej Reduty. Lord Raglan widząc, że pozycja jego wojsk naraża go na duże straty, nakazał natarcie. Ze wsparciem 1 Brygady Lekkiej Dywizji Brytyjczykom udało się opanować Wielką Redutę. Lord Raglan, który wspiął się na jeden z pagórków Wzgórza Telegraficznego nakazał ustawienie tam dwóch armat, które mają prowadzić ostrzał Wzgórza Kurhanowego. Armaty spowodowały duże straty wśród obsługi dział przeciwnika. Na swoim skrzydle Francuzi odparli rosyjskie próby kontrataku i o godzinie 16 opanowali całe Wzgórze Telegraficzne. Po utracie głównych pozycji Rosjanie rozpoczęli odwrót.